# يو إف سي البرازيل
يو إف سي البرازيل: البرازيل النهائي (بالإنجليزية: UFC Brazil: Ultimate Brazil)‏ (المعروف أيضًا باسم يو إف سي البرازيل النهائي (بالإنجليزية: UFC Ultimate Brazil)‏ أو يو إف سي 17.5 (بالإنجليزية: UFC 17.5)‏) هو حدث لفنون القتال المختلطة نظمته يو إف سي، أُقيم في 16 أكتوبر 1998، على جيناسيو دا بورتوغيزا في ساو باولو، البرازيل.